# Câble sous-marin AC-1

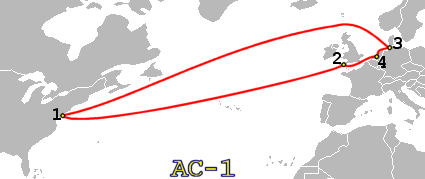
Route du cable sous-marin AC-1. 1) Brookhaven Cable Station à Shirley, New York, USA 2) Land's End Cable Station à Whitesands, Royaume-Uni.
3)Westerland Cable Station à Sylt, Allemagne 4) KPN Telecom cable station, à Beverwijk, Pays-Bas.

Le câble sous-marin AC-1, pour Atlantic Crossing 1, est une connexion qui relie l'Europe au continent américain. Il relie précisément les trois nations européennes que sont le Royaume-Uni, les Pays-Bas et l'Allemagne aux États-Unis d'Amérique.